# Президент Анголи
Президент Анголи — глава держави й уряду Республіки Ангола.

## Історія
Посаду президента Анголи було започатковано у 1975 році в результаті набуття незалежності від Португалії. Агоштінью Нету став першим президентом Анголи. Коли останній помер у 1979 році, цю посаду зайняв Жозе Едуарду душ Сантуш.

## Повноваження
Президент:
- обирається прямим загальним голосуванням терміном на п'ять років, з правом переобрання на другий термін,
- призначає та звільняє з посади прем'єр-міністра й міністрів,
- призначає суддів Верховного Суду,
- очолює всі державні інституції,
- має право накладати вето на закони, що можуть загрожувати безпеці держави чи її міжнародним інтересам,
- головує на засіданнях Ради міністрів і Ради республіки, її консультативного органу,
- одночасно є Головнокомандувачем збройних сил Анголи.

## Список президентів
|    | Ім'я                    | Початок повноважень | Завершення повноважень | Партія | Примітки                |
| -- | ----------------------- | ------------------- | ---------------------- | ------ | ----------------------- |
| 1. | Агоштінью Нету          | 11 листопада 1975   | 10 вересня 1979        | МПЛА   | Помер, бувши на посаді. |
| 2. | Жозе Едуарду душ Сантуш | 10 вересня 1979     | 26 вересня 2017        | МПЛА   |                         |
| 3. | Жуан Лоренсу            | 26 вересня 2017     | нині на посаді         | МПЛА   |                         |